# Cristianismo en Arabia Saudita
El cristianismo en Arabia Saudita tiene una historia que se remonta a los primeros años de esta fe. Aunque es difícil obtener datos demográficos religiosos con precisión en este país y todos los ciudadanos son considerados musulmanes por el gobierno, se cree que existen varios cientos de miles de cristianos que viven en el país y que no poseen la ciudadanía saudí.

## Historia

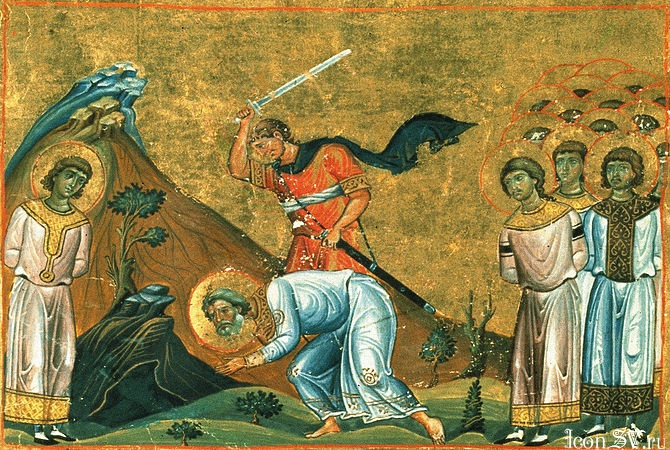
San Aretas, mártir y líder de la comunidad cristiana de Naŷrán a principios del.

Los cristianos habían fundado iglesias en Arabia antes de la llegada del profeta Mahoma en el siglo VII. Supuestamente, uno de los primeros templos cristianos jamás descubiertos por arqueólogos está ubicado en Arabia Saudita, conocido como la Iglesia de Jubail, construida aproximadamente en el siglo IV. Algunas partes de Arabia Saudita (como Naŷrán) eran predominantemente cristianas hasta los siglos 7 al 10, cuando la mayoría de los cristianos fueron expulsados o convertidos al Islam. Algunas tribus árabes, como los Banu Taghlib y los Banu Tamim, eran cristianas. Como resultado de su ayuda a la conquista de Arabia por parte de  Mahoma se les permitió a los Banu Tahlib mantener su fe cristiana y su condición de árabes si pagaban la jizya y prometían no interferir con la propagación o la predicación del islam. La ‘’jizya‘’ es el impuesto al capital impuesto a los ciudadanos no musulmanes de un estado islámico que cumplen con ciertos criterios. El impuesto debía ser gravado a los hombres hábiles en edad de servicio militar y con poder adquisitivo, pero con excepciones específicas, desde el punto de vista de los gobernantes musulmanes, la jizya era prueba material de la aceptación de la sumisión al estado y sus leyes por parte de los no musulmanes, "al igual que para los habitantes era una continuación concreta de los impuestos pagados a regímenes anteriores". A cambio, se le permitía a los no musulmanes practicar su fe, disfrutar de cierto nivel de autonomía comunitaria, recibían la protección del estado musulmán ante agresiones extranjeras, la exención del servicio militar y los impuestos obligatorios impuestos sobre los ciudadanos musulmanes.

## Comunidad cristiana en la actualidad
Existen más de un millón de católicos en Arabia Saudita. La mayoría de ellos son expatriados filipinos  e indios que trabajan allí, pero no cuentan con ciudadanía saudí. El porcentaje de cristianos de cualquier denominación entre los 1,2 millones de filipinos en Arabia Saudita probablemente exceda el 90%. También hay cristianos de Canadá, los Estados Unidos, Nueva Zelanda, Australia, Italia, Corea del Sur, Irlanda, el Reino Unido, Paquistán, Sri Lanka, Indonesia, Malasia, Tailandia, Etiopía, Nigeria, Kenia, Líbano, Siria, Jordania, al igual que un número de cristianos de países de África subsahariana que trabajan en el reino saudita.
Arabia Saudita permite que los cristianos ingresen al país como trabajadores extranjeros para trabajos temporales, pero no les permite que practiquen su religión de manera abierta. Es por esto que el cristianismo es practicado más que todo dentro de hogares privados. Artículos que pertenezcan a otras religiones que no sean el islam están prohibidos. Entre estos están la Biblia, crucifijos, estatuas, grabados, artículos con símbolos religiosos y otros.
El Mutaween de Arabia Saudita (en árabe: مطوعين), o Comité para la Promoción de la Virtud y la Prevención del Vicio (i.e., la policía religiosa) prohíbe la práctica de cualquier religión que no sea el islam. La conversión de un musulmán a otra religión es considerada apostasía, un crimen que puede traer consigo la pena capital si el acusado no se retracta. El gobierno de Arabia Saudita no permite el ingreso de sacerdotes con el propósito de llevar a cabo servicios religiosos.
International Christian Concern (ICC) protestó lo que ellos llamaron en 2001 la detención de 11 cristianos en Arabia Saudita por practicar su religión en sus hogares.  En junio de 2004, ICC reportó algo que llamaron una campaña contra los cristianos estilo "pogromo" por parte de la policía saudí luego de reportes en la prensa sobre la profanación del Corán en Guantánamo.
Cristianos y otros no-musulmanes tienen prohibido entrar a las ciudades de La Meca y Medina, las ciudades más sagradas del islam. La proselitización por parte de no-musulmanes, incluyendo la distribución de materiales religiosos no-musulmanes como la Biblia, es ilegal. El país recientemente pasó una ley recomendando la pena de muerte para cualquier persona que sea encontrada tratando de hacer ingresar una Biblia al país.

## Iglesias
Actualmente no existen iglesias oficiales en Arabia Saudita de ninguna denominación cristiana. El pequeño número de cristianos saudíes se reúnen por internet y en reuniones privadas. Los cristianos extranjeros se pueden reunir en reuniones de iglesias en una de las diferentes embajadas luego de registrarse y mostrar sus pasaportes para probar su nacionalidad extranjera, o en asambleas privadas en gimnasios escolares en comunidades cerradas en terrenos de Aramco. También pueden llevar a cabo misas en residencias privadas.

## Demografía
El porcentaje de ciudadanos saudíes que son cristianos oficialmente es cero, ya que Arabia Saudita prohíbe la conversión religiosa desde el islam (la apostasía) es ilegal y es castigada con la pena de muerte. Aunque no hay leyes que indiquen que alguien tiene que ser musulmán para obtener la ciudadanía saudí, no existen reportes de que un no-musulmán haya recibido la ciudadanía de ese país.